# Aflorimentul de argile etuliene de lângă satul Etulia
Aflorimentul de argile etuliene de lângă satul Etulia este un monument al naturii de tip geologic sau paleontologic în Găgăuzia, Republica Moldova. Este amplasat pe panta stângă a văii râului Cahul, deasupra satului Etulia, dar și între localitățile Etulia și Etulia Nouă. Este cea mai sudică arie protejată de acest tip din țară. Are o suprafață de 10 ha conform legii ariilor protejate, sau 9,17 ha conform unor măsurări mai recente (2016). Obiectul este administrat de primăria comunei Etulia.

## Istoric
Sedimentele de la Etulia au fost remarcate la începutul secolului al XX-lea de geologul rus Nikolai Aleksandrovici Grigorovici-Berezovski, care a numit aceste argile de culoare brună-roșie pronunțată „luturi de Etulia”. Ele au devenit etalon pentru depozite asemănătoare din Moldova și alte regiuni ale țărmului nord-vestic al Mării Negre. Tot atunci, în aluviunile de sub argilele roșii-cărămizii au fost descoperite oseminte fosilizate ale diferitor animale terestre, cât și resturi de cochilii ale moluștelor de apă dulce.
Ceva mai târziu, geologii și paleontologii au constatat că aceste formațiuni sunt mai bine reprezentate în râpa dintre satele Etulia și Etulia Nouă.

## Descriere

### Secționare stratigrafică
Stratigrafia generală a depozitelor aflorimentului de la Etulia este prezentată în tabel.
| Nr. | Grosime (mm) | Denumire                                                                  |
| --- | ------------ | ------------------------------------------------------------------------- |
| 1   | 1,8          | sol de culoare roșie-brună cu carbonați, în amestec cu nisipuri argiloase |
| 1   | 2,0          | sol de culoare roșie-brună cu carbonați, în amestec cu nisipuri argiloase |
| 2   | 4,0          | nisipuri cu faună fosilă și pietriș                                       |
| 3   | 1,5          | sol de culoare roșie-brună cu carbonați și argile                         |
| 4   | 4,0          | nisipuri argiloase                                                        |
| 5   | 4,0          | nisipuri cu faună fosilă și pietriș                                       |
| 6   | 1,6          | argile                                                                    |
| 7   | 6,6          | nisipuri argiloase și nisipuri cu faună fosilă și pietriș                 |
| 8   | 3,0          | nisipuri argiloase                                                        |
| 9   | 10,0         | nisipuri cu faună fosilă și pietriș                                       |
| 10  | ?            | argile                                                                    |

La baza secțiunii stratigrafice se află un strat de argilă de culoare cenușiu-închis, pe alocuri aproape neagră, cu grosimea vizibilă de până la 4 m și cu vârsta absolută de circa 5 milioane de ani (ponțian), conținând lentile de cărbune de pământ. Deasupra urmează un pachet de aluviuni (nisipuri cu granulație și culori variate), format din șase cicluri, unele cu pietriș la bază. Aluviunile conțin fragmente de cochilii ale moluștelor de apă dulce, caracteristice Complexului Poratului inferior, cât și resturi scheletice de mamifere terestre din Teriocomplexul Moldovian, cu fragmente nesemnificative de oase de amfibieni, reptile și păsări care au viețuit aici circa 4,5-3 milioane de ani în urmă.
Deasupra pachetului de aluviuni porațiene se află un strat de aluviuni mai recente (nisip galben-cenușiu cu pietriș carpatic), care alcătuiește terasa a IX-a a Prutului. Cercetările palinologice ale aluviunilor din partea superioară a aflorimentului de la Etulia sugerează că în acest loc, în pliocenul superior, peisajul era cu mult mai deschis, de stepă, în care plantele ierboase alcătuiau 70-90% din vegetație, iar cele arborescente, răspândite mai mult în văiile râurilor, doar 10-20%.
Aluviunile terasei a IX-a sunt acoperite de deluvii, alcătuite dintr-o serie de argile loessoide și de soluri fosile preponderent roșii-brune de vârstă pleistocenă, numite „luturi de Etulia”.

### Valoare paleontologică

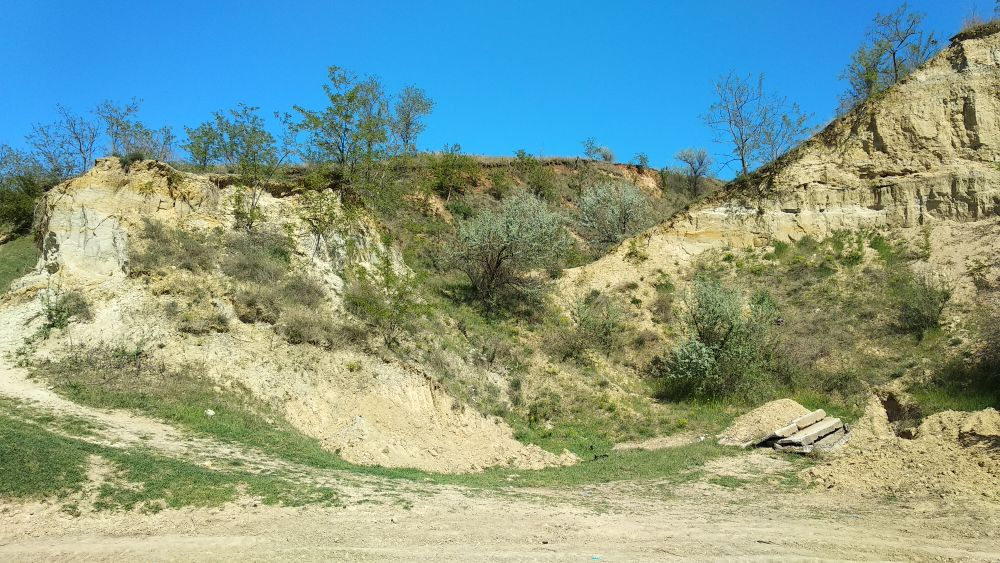
Vedere dinspre sud

Printre resturile scheletice descoperite în pachetul de aluviuni menționat mai sus se numără:
- o mandibulă cu măsele pe fiecare ramură și un fragment de fildeș de 1,2 m, aparținând mastodontului (Anancus) arvernensis
- un craniu parțila deteriorat cu ambele măsele de pradă, canini puternic dezvoltați și șase incisivi utilizați intensiv, aparținând unei felide mari din specia Homotherium cf. crenatidens
- o cutie craniană de vulpe (Vulpes odessana)
- fragmente de maxilare și oase ale membrelor , dar și dinți izolați, aparținând speciei de cămilă Paracamelus alexejevi, foarte răspândită în pliocenul inferior din sud-vestul Moldovei
- falanga I a unei girafe, descoperire extrem de rară a acestui mamifer african în pliocenul european
- maxilare și dinți izolați ai diverselor rozătoare
- fragmente de oase și coajă de ou ale struțului Struthio chersonensis
- resturi de oase ale fazanului Phasianus
- carapace și plastron de broască-țestoasă (Melanochelys sakyaformis – specie nouă)
- diferite reptile și moluște

Stratul de deasupra (terasa a IX-a a Prutului) are resturi scheletice de vertebrate ale unui complex faunistic mai evoluat, numit Complexul Haprovian. Printre reprezentanții din Etulia ai complexului respectiv se numără elefantul Archidiskodon cf. „gromovi”, calul Equus (Allohippus) cf. stenonis, rinocerul Stephanorhinus cf. struscus, cerbul Eucladocerus sp., ohotona Proochotona eximia, orbetele Nannospalax macovei, castorul Trogontherium aff. minus (forma mare), micromamiferele Pliomys ucrainicus, Borsodia (=Villanya) praehungarica, Borsodia praehungarica cotlovinensis, Borsodia fejervaryi și alte mamifere, reptilele Melanochelys mossoczyi, Coluber gemonensis, Vipera cf. ammodites și altele. Este semnificativă prezența celor mai vechi elefanți arhidiscodoni de pe teritoriul Republicii Moldova contemporane, apariția rinocerilor de tip etruscus, a cerbilor de talie mare Eucladocerus și a microtinelor din genul Borsodia.

## Statut de protecție

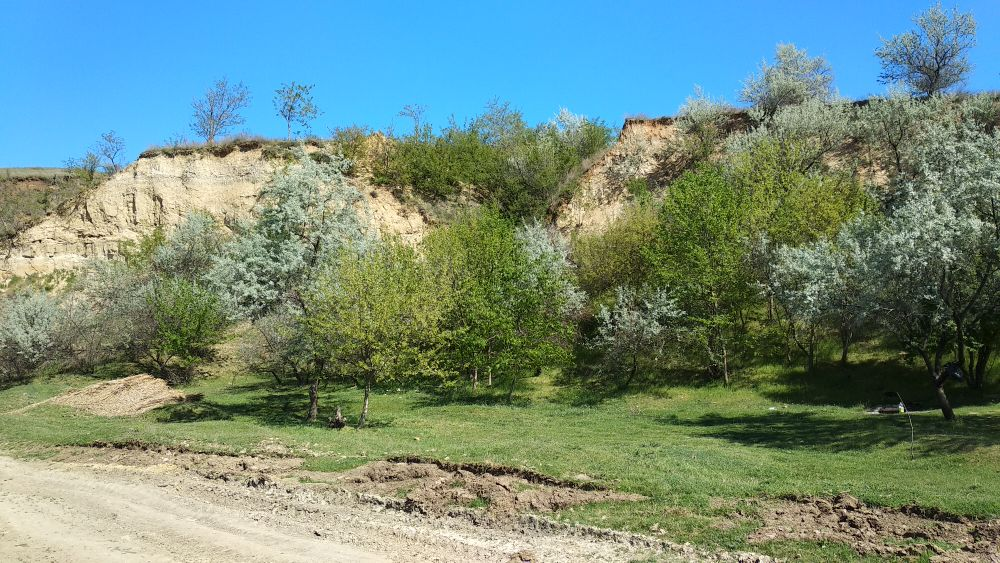
Vedere dinspre sud

Obiectivul a fost luat sub protecția statului prin Hotărîrea Sovietului de Miniștri al RSSM din 8 ianuarie 1975 nr. 5, iar statutul de protecție a fost reconfirmat prin Legea nr. 1538 din 25 februarie 1998 privind fondul ariilor naturale protejate de stat. Deținătorul funciar al monumentului natural era, conform legii din 1998, Întreprinderea Agricolă „K. Marx”, dar între timp acesta a trecut la balanța primăriei comunei.
Situl prezintă un interes științific deosebit din punct de vedere faunistic, biostratigrafic, geocronologic și paleogeografic pentru epoca pliocenă din Republica Moldova, dar și la nivel european. Mai multe simpozioane naționale și internaționale au avut ca obiect și loc de studiu amplasamentul etulian. De asemenea, locul prezintă valoare cognitivă și instructivă.
Conform situației din anul 2016, aria naturală are un panou informativ deteriorat. Pentru a pune în evidență valoarea paleontologică a monumentului natural, este recomandată schimbarea denumirii acestuia din „Aflorimentul de argile etuliene de lângă satul Etulia” în „Aflorimentul geologo-paleontologic Etulia”.